# انتخابات مجلس الأمن التابع للأمم المتحدة 2020
جرت انتخابات مجلس الأمن التابع للأمم المتحدة 2020 يومي 17 و18 يونيو 2020 خلال الجلسة 74 للجمعية العامة للأمم المتحدة، التي عُقدت في مقر الأمم المتحدة في مدينة نيويورك. وتمحورت الانتخابات حول انتخاب أعضاء جُدد في خمسة مقاعد غير دائمة في مجلس الأمن التابع للأمم المتحدة لمدة سنتين انطلاقا من 1 يناير 2021.
وفقًا لقواعد التناوب في عُضوية مجلس الأمن، حيث يتم تناوب المقاعد العشرة غير الدائمة في مجلس الأمن  بين مُختلف المجموعات الإقليمية التي تُقسم فيها الدول الأعضاء في الأمم المتحدة لأغراض التصويت والتمثيل، تم تخصيص المقاعد الخمسة الشاغرة على النحو التالي :
- مقعد واحد لأفريقيا.
- مقعد واحد لمجموعة آسيا والمحيط الهادئ.[1]
- مقعد واحد لأمريكا اللاتينية ومنطقة البحر الكاريبي.
- مقعدين اثنين لمجموعة دول أوروبا الغربية ودول أخرى.

## الدول المرشحة

### مجموعة آسيا والمحيط الهادئ
- الهند[2]

#### المنسحبون
- أفغانستان[3] — انسحبت في 2013

### المجموعة الإفريقية
- كينيا[4]
- جيبوتي[5]

### مجموعة دول أوروبا الغربية ودول أخرى
- كندا[6]
- أيرلندا[7]
- النرويج[8]

#### المنسحبون
- سان مارينو[9] — انسحبت في مارس 2016[10]

### أمريكا اللاتينية والكاريبي
- المكسيك[11]

## النتائج

### مجموعة آسيا والمحيط الهادئ

#### اليوم 1
| النتائج           | النتائج     |
| ----------------- | ----------- |
| الدولة            | الدور الأول |
| الهند             | 184         |
| كينيا             | 113         |
| جيبوتي            | 78          |
| امتناع عن التصويت | 0           |
| الأغلبية المطلوبة | 128         |

### المجموعة الإفريقية

#### اليوم 2
| النتائج           | النتائج     |
| ----------------- | ----------- |
| الدولة            | الدور الأول |
| كينيا             | 129         |
| جيبوتي            | 62          |
| امتناع عن التصويت | 0           |
| الأغلبية المطلوبة | 128         |

### مجموعة دول أوروبا الغربية ودول أخرى
| النتائج           | النتائج     |
| ----------------- | ----------- |
| الدولة            | الدور الأول |
| المكسيك           | 187         |
| امتناع عن التصويت | 5           |
| الأغلبية المطلوبة | 125         |

### أمريكا اللاتينية والكاريبي
| النتائج           | النتائج     |
| ----------------- | ----------- |
| الدولة            | الدور الأول |
| النرويج           | 130         |
| أيرلندا           | 128         |
| كندا              | 108         |
| امتناع عن التصويت | 1           |
| الأغلبية المطلوبة | 128         |